# Kimberly Anyadike
Kimberly Anyadike (nascida em 1994) é uma piloto de Compton, Califórnia. Em 2009, com a idade de 15 anos, ela se tornou a mais jovem mulher nígero-estadunidense a completar um voo através dos Estados Unidos, indo de Los Angeles, na Califórnia, até Newport News, na Virgínia. Anyadike foi acompanhada, na ocasião, por um adulto, que era um ex-piloto que servira entre os Tuskegee Airmen, na Segunda Guerra Mundial. O avião utilizado foi autografado por cerca de 50 ex-pilotos dos Tuskegee Airmen, conforme o mesmo ia fazendo paradas em diferentes cidades pelos Estados Unidos. O avião utilizado foi um Cessna 172, de um único motor, que completou a viagem ao longo de 13 dias. Em 2015, Anyadike recebeu uma condecoração dos Tuskegee Airmen, em reconhecimento por seu feito. Em 2016, ela se graduou pela Universidade da Califórnia em Los Angeles.

## Primeiros Anos
Nascida em 1994, Anyadike cresceu em Compton, Califórnia, possuindo uma irmã e um irmão mais velhos. Seus pais são originários da Nigéria, e seu sobrenome Anyadike significa "olho do guerreiro", na língua ibo.
Anyadike tivera, anteriormente, lições de dança na Lula Washington Dance Academy, e também serviu como salva-vidas júnior na praia de Venice por cinco anos, se voluntariando aidna como líder juvenil na igreja local. Ainda muito jovem, ela demontrou um forte interesse por ciências médicas e anatomia; sua mãe a descreve como sendo capaz de identificar todos os 206 ossos do corpo humano. Anyadike, posteriormente, seria aluna de um curso na área de ciência, tecnologia, matemática e engenharia, na Charles Drew University, especialmente voltado para o público juvenil.

## Treinamento na aviação
Anyadike recebeu sua primeira lição de voo aos 12 anos de idade, graças a um programa oferecido pelo Tomorrow's Aeronautical Museum, para jovens. Ela se viu inspirada pelas lições após ouvir a respeito de Jonathan Strickland, um antigo participante do programa, que se tornou a mais jovem pessoa a pilotar um avião de asas ficas e um helicóptero, sozinho, em um único dia. Anyadike conseguiu pagar por suas lições de voo com o dinheiro que conseguia trabalhando de lavar aviões. Apesar de seu medo de altura, ela afirmou que estar na cabine de um avião é "uma maravilhosa experiência".

## Vôo transcontinental
Conforme Anyadike gradualmente atingiu um número maior de horas de voo, ela deixou crescer a ideia de voar através de seu país. Ela afirmaria, posteriormente, que queria ainda inspirar outros jovens, além de honrar os Tuskegee Airmen, a famosa unidade de combate formada por pilotos afro-americanos que serviu durante a Segunda Guerra Mundial. Em 29 de junho de 2009, aos 15 anos de idade, Anyadike decolou, pilotando um avião Cessna 172, de um único motor, indo de Compton, na Califórnia, para Newport News, Virgínia, e retornando, completando uma viagem de 13 dias. Ela foi acompanhada por adultos, o piloto Ronnell Norman e o major Levi H. Tornhill, de 87 anos de idade, que havia servido como membro dos Tuskegee Airmen, na Segunda Guerra Mundial.

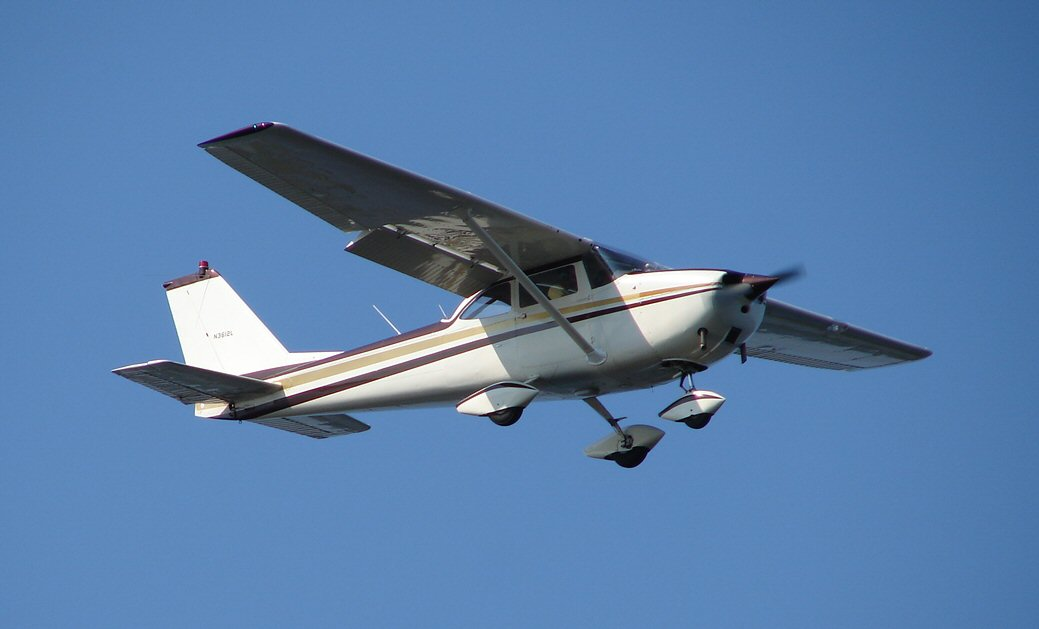
Um avião Cessna 172, semelhante ao utilizado por Kimberly Anyadike

Anyadike fez uma série de paradas ao longo do percurso, chegando ainda a navegar através de tempestades sobre o Texas. Em Washington, D.C., a congressista Laura Richardson congratulou a jovem piloto, e em Tuskegee, Alabama, o prefeito Omar Neal proclamou o 2 de julho como sendo o "Kimberly Anyadike Day". Durante paradas em diferentes cidades, o avião de Anyadike foi autografado por cerca de 50 diferentes antigos integrantes dos Tuskegee Airmen. Apesar de seu recorde não haver sido oficialmente registrado, Anyadike é considerada a mais jovem mulher afro-americana – e, possivelmente, a pessoa mais jovem de qualquer etnia ou gênero – a ter pilotado com sucesso um avião de costa a costa através dos Estados Unidos.
Após seu retorno à sua cidade-natal, em 11 de julho de 2009, Anyadike recebeu uma premiação do Condado de Los Angeles e foi pessoalmente convidade por Arnold Schwarzenegger, então governador do estado, a visitar o Capitólio da Califórnia Em maio de 2015, Anyadike recebeu o prêmio como mais jovem aviadora, em Tuskegee  (Alabama), em reconhecimento por suas realizações como piloto. Em 2017, Anyadike foi entrevistada pelo canal Disney Channel, para falar a respeito de seu voo transcontinental, por ocasião das comemorações para um mês dedicado à história negra nos Estados Unidos.

## Educação
Anyadike se matriculou, posteriormente, na Universidade da Califórnia (UCLA), se graduando na área de ciências fisiológicas, além de estudos da cultura afro-americana e língua espanhola. Ela também trabalhou como técnica na área médica e foi voluntária para o grupo Flying Samaritans, levando cuidados médicos à área de Tijuana, México. Ela se graduou na UCLA, em junho de 2016. When asked about future aspirations, Anyadike has said that she plans to enroll in medical school and become a cardiovascular surgeon.

## Família
A irmã mais velha de Anyadike, Kelly, também teve lições de voo, no Tomorrow's Aeronautical Museum. Em 2016, em seu décimo sexto aniversário, Kelly se tornou a mais jovem afro-americana a pilotar quatro diferentes tipos de aeronave de asas fixas em um único dia. Em entrevistas, Anyadike disse que existia uma amistoa rivalidade entre ela e Kelly, que ajudou a inspirá-la a completar suas próprias realizações.